# Bedingung – Kein Anhang!
Bedingung – Kein Anhang! ist ein kurzes, deutsches Stummfilm-Lustspiel aus dem Jahre 1914 von Stellan Rye mit Ernst Lubitsch in einer seiner ersten Filmrollen.

## Handlung
Der schon ein wenig tatterige Serenissimus eines Duodezfürstentums besucht die Proben des Dückestädter Hofballetts. Dabei muss seine Durchlaucht indigniert feststellen, dass keines der Ballettmitglieder als jugendlich gelten kann. Daraufhin beauftragt er seinen Adjutanten Kindermann, dass schleunigst Abhilfe geschaffen werden müsse: eine junge Tänzerin muss her, aber „ohne Anhang!“ wie sich seine Durchlaucht ausdrückt. Kindermann leitet diesen höchstfürstlichen Auftrag an den Theateragenten Ohrenstein weiter, auf dass dieser sich schleunigst auf die Suche mache. Ohrenstein telegrafiert der bekannten Solotänzerin Stella und bietet ihr den Posten der Primaballerina an. Nun hat die Sache aber einen schweren Haken: Stella ist glücklich verheiratet und hat drei Kinder! Ihr Gatte redet ihr dennoch zu, und so bewirbt sich Stella um den neuen Posten.
Mitsamt Anhang – Ehemann, Kindern und auch noch der Schwiegermutter – rückt Stella in der von Kindermann angemieteten Wohnung an und nimmt diese in Beschlag. Ohrenstein ist entgeistert, versucht aber zu retten, was zu retten ist. Er kommt auf die Idee, die Kinder zu verstecken, den Gatten zum Diener und Stellas Mutter zur Köchin umzuetikettieren. Stellas Mann wird angesichts Kindermanns Verhalten eifersüchtig und traut fortan dem Frieden nicht mehr. Er will seine Frau keine Sekunde mehr aus den Augen lassen und verkleidet sich als Klavierlehrerin, um unauffällig alles beobachten zu können. Beim anstehenden Besuch seiner Durchlaucht beäugt er in dieser Montur beide mit Argusaugen, während seine Stella mit dem Serenissimus zum Tango das Tanzbein schwingt. Der gleichfalls anwesende, fürstliche Adjutant hat derweil ein Auge auf die „Klavierlehrerin“ geworfen und bringt diese in einen Vorraum. Dort poussiert der ahnungslose Kindermann mit Stellas verkleidetem Gatten.
Zur selben Zeit hat Stella alle Hände voll zu tun, den immer aufdringlicher werdenden, tapsigen Fürsten auf Abstand zu halten. Sie drängt darauf, den Einstellungsvertrag zu unterschreiben und entschwindet, sobald der Serenissimus das Licht ausschaltet, lautlos aus dem Zimmer. Der trottelige Serenissismus tastet sich durch den dunklen Raum, Stella suchend. Dabei gerät er in das Schlafzimmer, wo sich im Bett Stellas drei plärrende Kinder aufhalten. Stella wiederum eilt zu ihrem Mann, der als „Klavierlehrerin“ gerade auf Kindermanns Schoß sitzt. Das Chaos ist perfekt, und es kommt zur Aufklärung des Sachverhalts. Seine Durchlaucht will sich keine Blöße geben und ist über den „Anhang“ nicht weiter böse. Schließlich verleiht er dem verkleideten Gatten der engagierten Tänzerin den Hausorden für ausgezeichnete Dienste bezüglich „des Anhangs“.

## Produktionsnotizen
Bedingung – Kein Anhang! ist eine der wenigen Filmkomödien des dänischen Starregisseurs von Der Student von Prag. Der heute vermutlich nicht mehr existente Film passierte die Filmzensur am 17. März 1914, maß drei Akte auf 768 Meter und war damit ein Kurzfilm. Ein komplettes Verbot wurde ausgesprochen. In der k.u.k.-Stadt Prag hingegen lief der Film am 6. November 1914 im Lucerna-Kino an.
Lubitsch hat hier eine für seine frühe Schaffensperiode nicht untypische Rolle, die mit Geschlechterrollen spielt. Wie schon in den nahezu zur selben Zeit gedrehten Lustspielen Die Firma heiratet und Der Stolz der Firma ist in den lustigsten Szenen Albert Paulig sein Filmpartner.
Serenissimus und Kindermann waren zwei damals beliebte Witzfiguren, die ursprünglich von Otto Erich Hartleben erfunden wurden.

## Kritik
„Den Serenissimus spielt Herr Waßmann in der Art, wie wir diese Figur von ihm in den Berliner Kammerspiele gesehen haben, den Kindermann gibt Herr Paulig, den Ehemann Herr Lubitsch (beide haben in dem Film „Die Firma heiratet“ ausgezeichnet gewirkt). Entzückend nimmt sich Fräulein Liddi Sinner [sic!] als Ballerina aus. Sie ist hübsch und eine vorzügliche Schauspielerin.“

## Zensurprobleme
Die Zensurbehörden bemängelten vor allem diejenigen Szenen, die starke sexuelle Anspielungen enthielten. Dies führte 1914 zum Verbot. Bei der Neubewertung am 23. Juni 1921, als der Film den Zensurbehörden unter dem neuen Titel „Bitte ohne Anhang“ vorgelegt wurde, bestätigte man dieses Verbot zunächst, da ein Großteil der Szenen dieses Films, wie es in der Begründung hieß, „ganz auf den sexuellen Sinnenreiz eingestellt und daher geeignet seien, entsittlichend zu wirken“. Daraufhin legte die Verleihfirma Robert Glombeck Beschwerde ein. Bei der Neuverhandlung am 29. August 1921 wurde der Streifen mit folgender Begründung zugelassen: „Der Bildstreifen, mit derbem Humor überall dick auftragend, enthält eine Reihe gewagter Situationen. Keines der gezeigten Bilder stellt jedoch Unsittlichkeiten dar. Die Kleidung der handelnden Personen, insbesondere der Tänzerinnen, ist nirgends indezent…“